# 尤利安·马尔赫利夫斯基

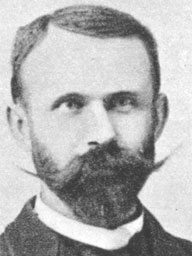
尤利安·马尔赫利夫斯基

尤利安·马尔赫利夫斯基（1866年5月17日—1925年3月22日），波兰共产主义政治家、革命活动家、宣传家。1893年，与罗莎·卢森堡一起创建波兰王国和立陶宛社会民主党。1905年，参加俄国革命。波苏战争期间，担任临时波兰革命委员会主席。他曾担任西方少数民族共产主义大学校长和国际赤色济难会主席。